# Assemblée législative du Bengale
L'Assemblée législative du Bengale (en anglais : Bengal Legislative Assembly) était le corps législatif en vigueur au Bengale entre 1937 et 1947, sous le Raj britannique. Elle siégeait à Calcutta. Elle a été mise en place par le Government of India Act de 1935. Son existence prend fin avec la partition des Indes et donc du Bengale, ainsi que l'indépendance de l'Inde et du Pakistan.